# Conus ranonganus
Conus ranonganus е вид охлюв от семейство Conidae. Видът не е застрашен от изчезване.

## Разпространение и местообитание
Разпространен е в Малайзия (Западна Малайзия), Мианмар, Соломонови острови и Тайланд.
Обитава крайбрежията на морета.